# 帅府路
39°54′19″N 116°38′26″E / 39.905162°N 116.6405°E
帅府路是新华西街以南的一条胡同，在新华西街以北对应着邮局西侧路。帅府街原本在中山大街和新城南街之间，因现代的建设才延伸至新华西街。后来建设的小区又覆盖了帅府街原本的部分，也就是说现在的帅府路与历史上的帅府街是相连但不重合的。

## 历史
帅府路为清朝晚期形成。地名来源有两个说法：（1）隋末虎贲郎将罗艺驻守涿郡时曾在此建有帅府居住过，后起此名。（2）清朝将领马玉昆统兵驻此，死后为了纪念他起此名。
1989年，大沟沿胡同1至49号并入。
2005年，更名为帅府路。
帅府路南部街道原存在“开墙打洞、建筑立面污浊、牌匾风格各异、缺乏绿化、缺乏道路设施、架空线凌乱”等问题。2018年，与对面的邮局西侧路等共五条长安街东延长线南北的胡同一起，整修为首批背街小巷样板街，调查每一栋建筑的历史风格并进行了恢复。

## 周边
- 帅府路往南曾经一直连接到新城南街，现在修成了帅府园小区和金帅府家园。
- 赶驴桥：帅府街与中山街交会处以南曾有一污水深坑，经明沟跨越中山街排出城墙外。帅府街上有赶驴桥方便赶驴，现不存[6]。
- 通协副总府衙门（俗称协台衙门）：在帅府街路西，一度是通州最高的武衙门，现不存[7]。

|  | 通州 新城 北門 南門 新城南門 西門 東門 北極閣 文昌閣 敵樓 舊敵樓 鼓樓 文殊塔 南溪閘 減水閘 通流閘 新城大街 西大街 北大街 东大街 南关大街 南大街 西顺城街 天成巷 帥府街 東關大街 十字街 大、小紅牌樓胡同 新街下坡胡同 新街口 西倉 南倉 中倉 馬家胡同 熊家胡同 四眼井胡同 史家胡同 白將胡同 大条胡同 二条 三条胡同 小燒酒胡同 半截胡同 大燒酒胡同 中倉胡同 倉溝 史家胡同 石板胡同 如意胡同 蔡家胡同 教子胡同 東塔胡同 前剪子巷 后剪子巷 豆腐巷 八里橋 通利橋 哈叭橋 善人橋 臥虎橋 吾党橋 東水關 南水關 東海 西海 葫蘆頭 石壩 土壩 北運河 通州衛 理事廳 倉場署 刑錢府 江蘇局 浙江局 貢院 後營 東營房 西營房胡同 定邊衛 北後街 南街 黃亭 聖教寺 慈航寺 靜安寺 觀昌寺 文廟 武聖廟 大關廟 龍王觀 三官廟 萬壽宫 碧霞宫 射園 北果市 牛市口 魚市 糧食市 江米店 東柵欄口 西柵欄口 玉带河 |
|  | 光緒《通州志》中的“城池圖” |